# Безымянный ручей
Безымя́нный руче́й, Безымя́нная ба́лка (разговорн. — Ба́лка) — ручей в Ростовской области России, левый приток Темерника. Длина 7,14 км. Полностью протекает по территории города Ростова-на-Дону. Безымянный — это не статус, а название. От названия ручья получила своё название улица Безымянная балка. В XIX веке ручей был границей между городом Ростовом и нахичеванской выгонной землей.

## Течение

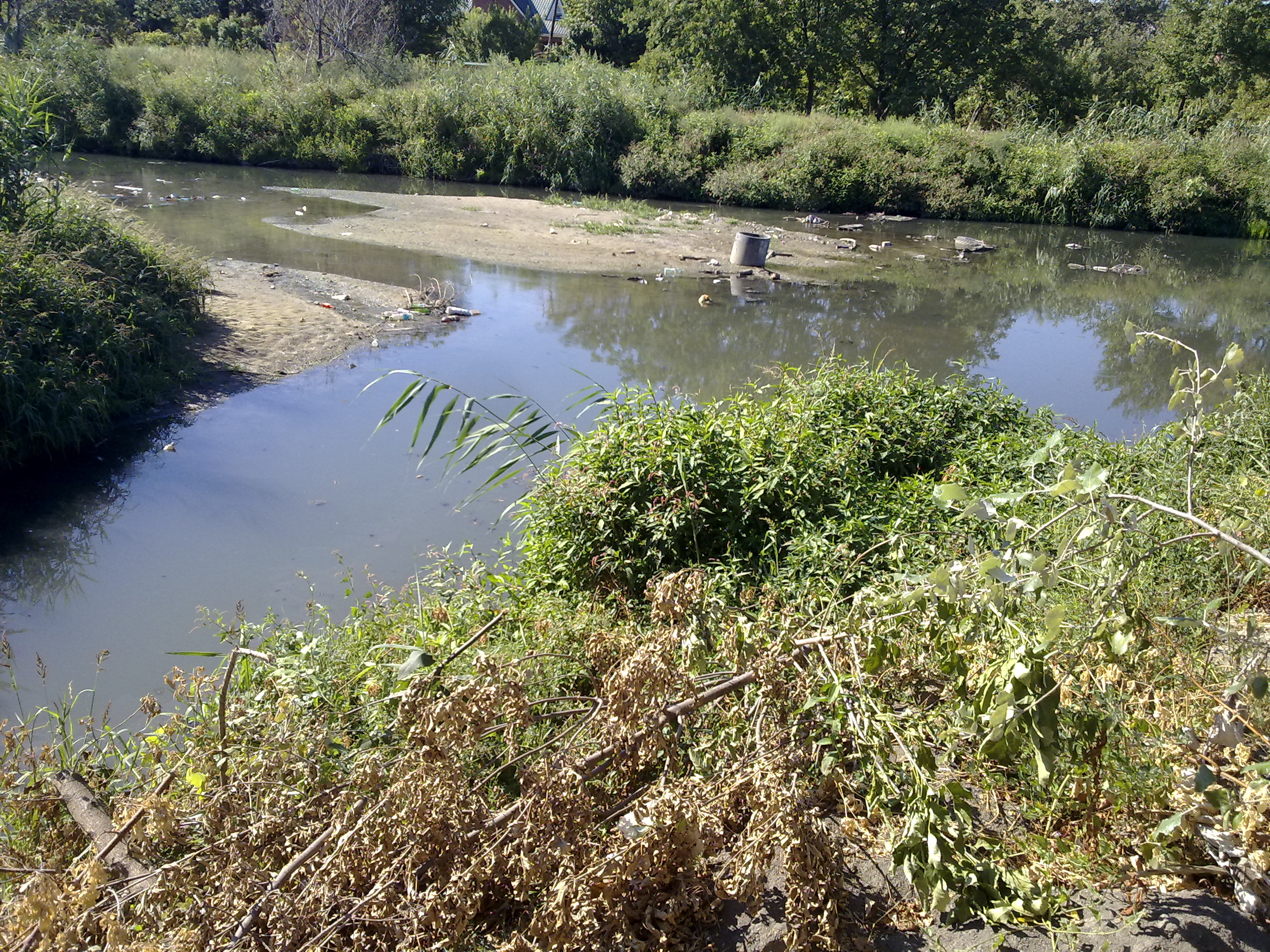
Устье Безымянного ручья в 2010 году

Безымянный ручей берёт начало у площади Страны Советов. Течёт на запад, между улицами Нансена и Ленина. Кварталы между вышеуказанными улицами также называют Безымянной балкой. Впадает в реку Темерник в районе Зоопарка.

## Экологическое состояние
В некоторых местах забран в коллектор, в том числе самый большой подземный участок от переулка Автомобильного до улицы Шеболдаева.
На всём своём протяжении ручей служит резервуаром для сточных вод с предприятий и мусоросборником бытовых отходов с близлежащих дворов, и содержит ряд загрязняющих веществ (нефтепродукты, органические вещества, железо).
Берега ручья и весь его бассейн почти полностью застроены, и через ручей сооружено много самодельных мостиков из подручных средств, например из дверей.